# Клевберг, Карл Абрахам
Карл Абрахам Клевберг (швед. Carl Abraham Clewberg; октябрь 1711, Болльнес, Швеция — 22 июля 1756, Уппсала, Швеция) — шведский лингвист; ректор Королевской Академии Або (1755—1766).

## Биография
Родился в октябре 1711 года в Болльнесе, в Швеции.
Был профессором богословия, а с 1755 по 1766 годы ректором Королевской Академии в Або.
Скончался 22 июля 1756 года в Уппсале.

## Семья
- Сын — Абрахам Эделькранц